# Аржет
Арже́т (фр. Arget) — коммуна во Франции, находится в регионе Аквитания. Департамент — Атлантические Пиренеи. Входит в состав кантона Арти-э-Пеи-де-Субестр. Округ коммуны — По.
Код INSEE коммуны — 64044.

## География

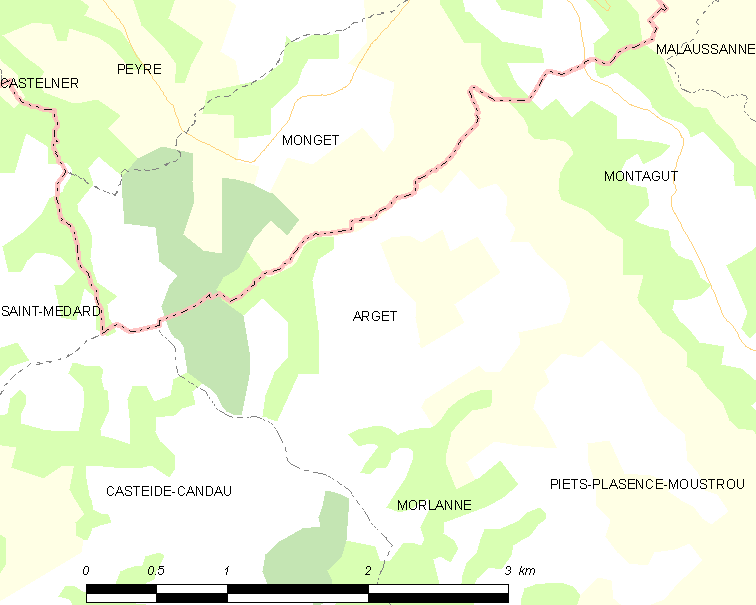
Карта коммуны

Коммуна расположена приблизительно в 630 км к югу от Парижа, в 145 км южнее Бордо, в 30 км к северу от По.

### Климат
Климат тёплый океанический. Зима мягкая, средняя температура января — от +5°С до +13°С, температуры ниже −10 °C бывают редко. Снег выпадает около 15 дней в году с ноября по апрель. Максимальная температура летом порядка 20-30 °C, выше 35 °C бывает очень редко. Количество осадков высокое, порядка 1100 мм в год. Характерна безветренная погода, сильные ветры очень редки.

## Население
Население коммуны на 2010 год составляло 93 человека.
| 1962 | 1968 | 1975 | 1982 | 1990 | 1999 | 2010 |
| ---- | ---- | ---- | ---- | ---- | ---- | ---- |
| 110  | 99   | 100  | 97   | 79   | 83   | 93   |

## Администрация
| Период | Период | Фамилия              | Партия | Примечания |
| ------ | ------ | -------------------- | ------ | ---------- |
| 1995   | 2001   | Шанталь Галланмюллер |        |            |
| 2001   | 2020   | Тьерри Сустра        |        |            |

## Экономика
В 2010 году среди 55 человек трудоспособного возраста (15-64 лет) 44 были экономически активными, 11 — неактивными (показатель активности — 80,0 %, в 1999 году было 77,4 %). Из 44 активных жителей работали 41 человек (23 мужчины и 18 женщин), безработных было 3 (1 мужчина и 2 женщины). Среди 11 неактивных 2 человека были учениками или студентами, 5 — пенсионерами, 4 были неактивными по другим причинам.

## Достопримечательности
- Церковь Нотр-Дам (XII век)[4]

## Фотогалерея

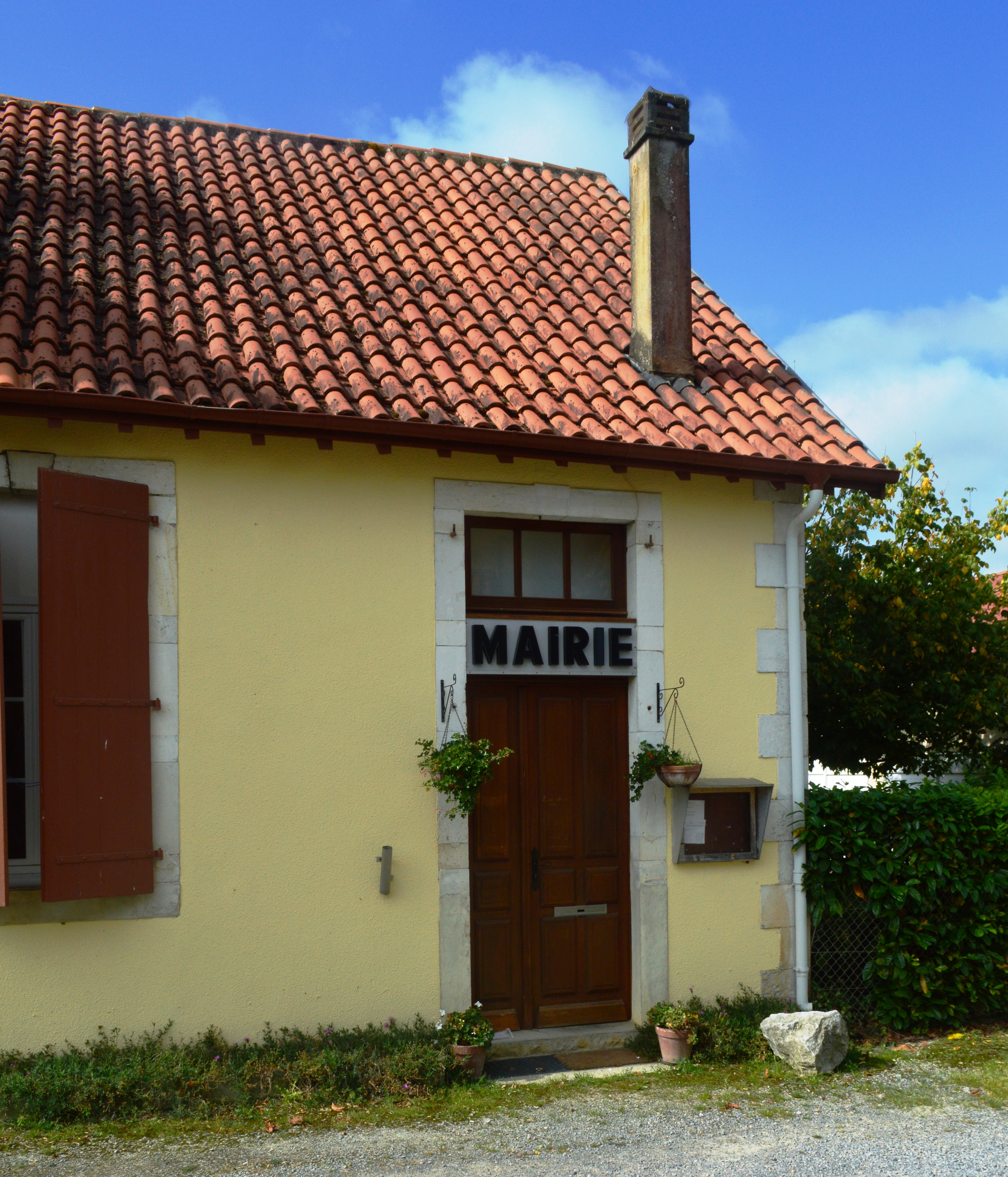
Мэрия
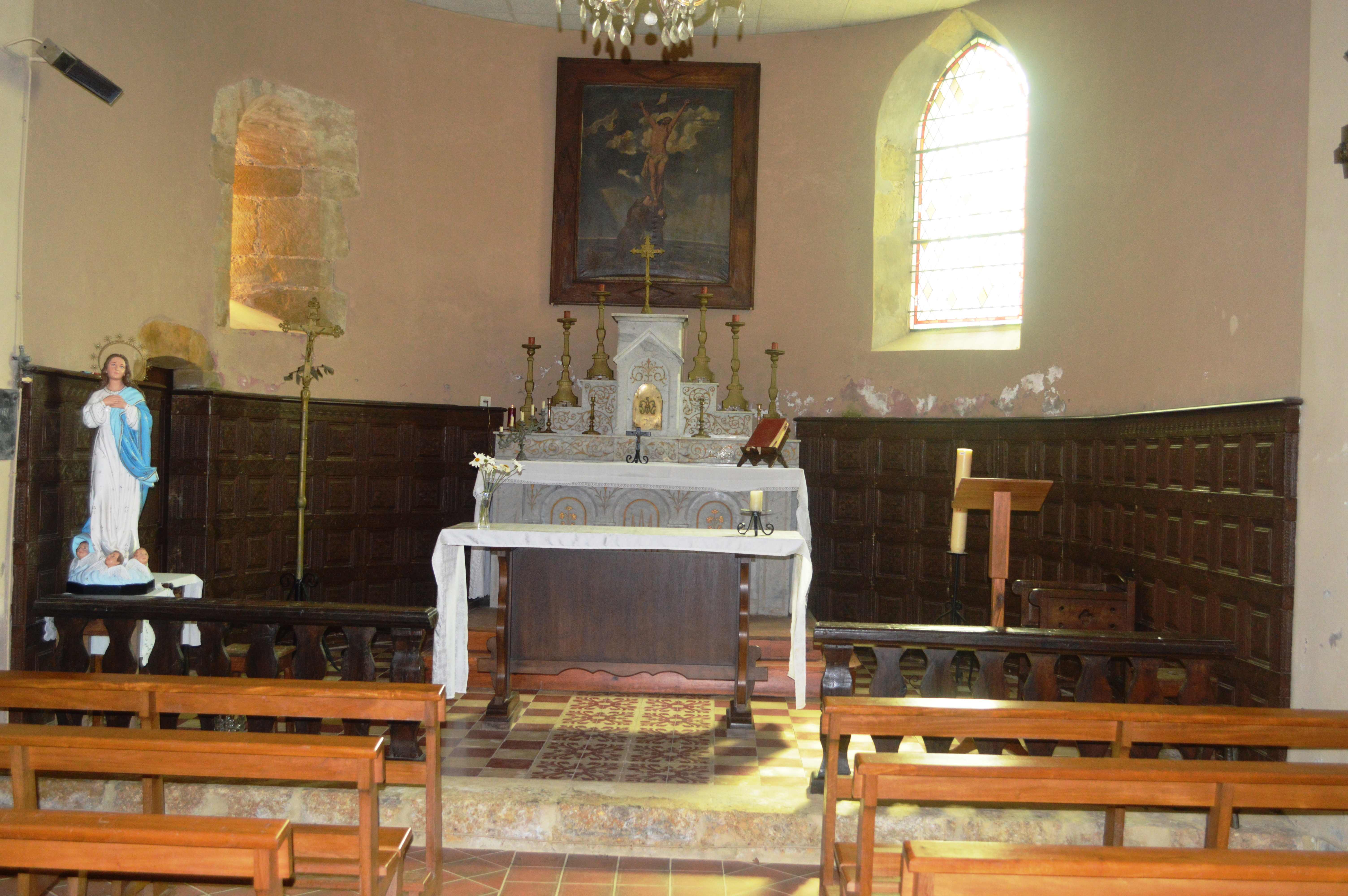
Интерьер церкви Нотр-Дам
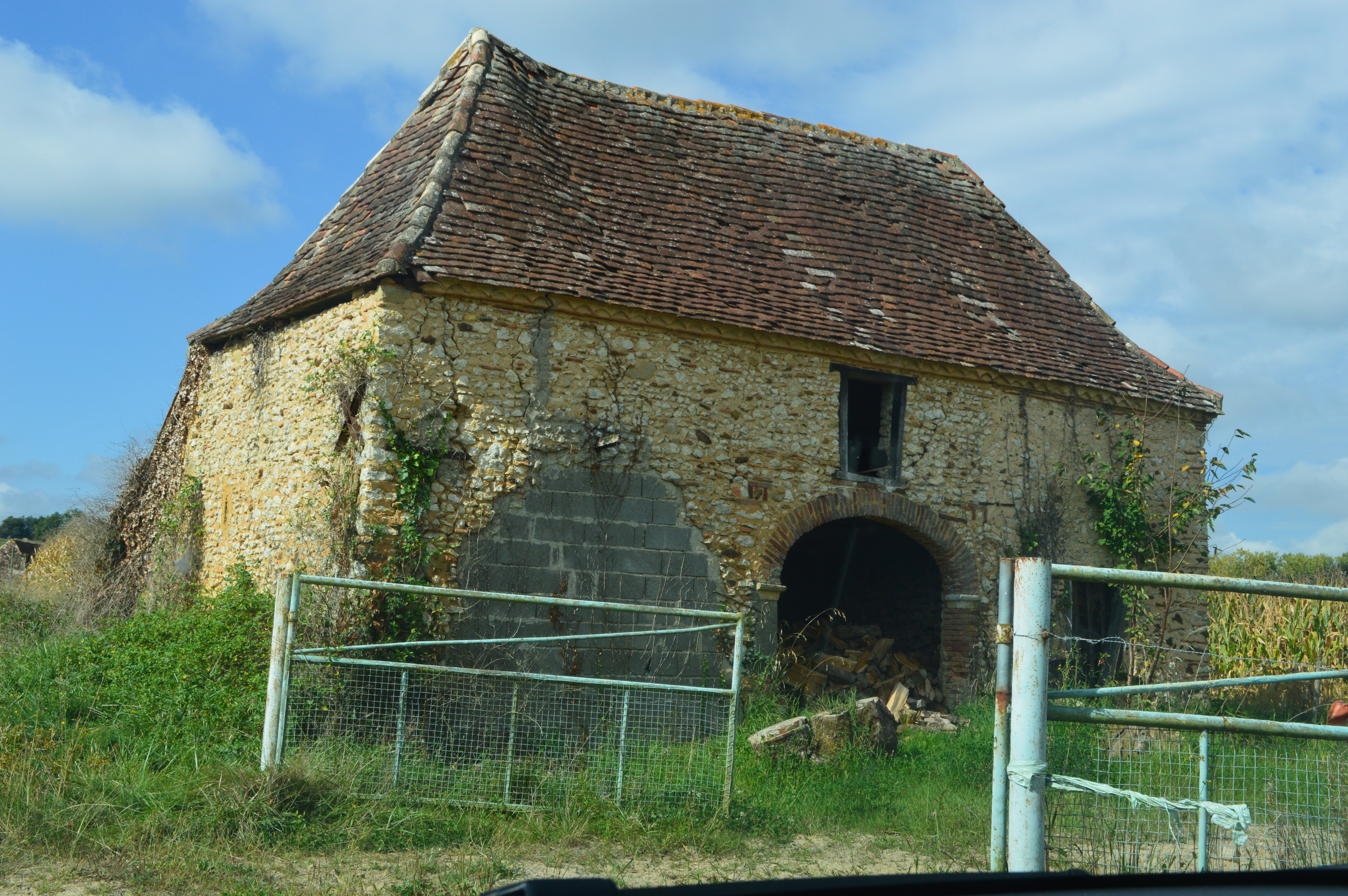
Дом на ферме
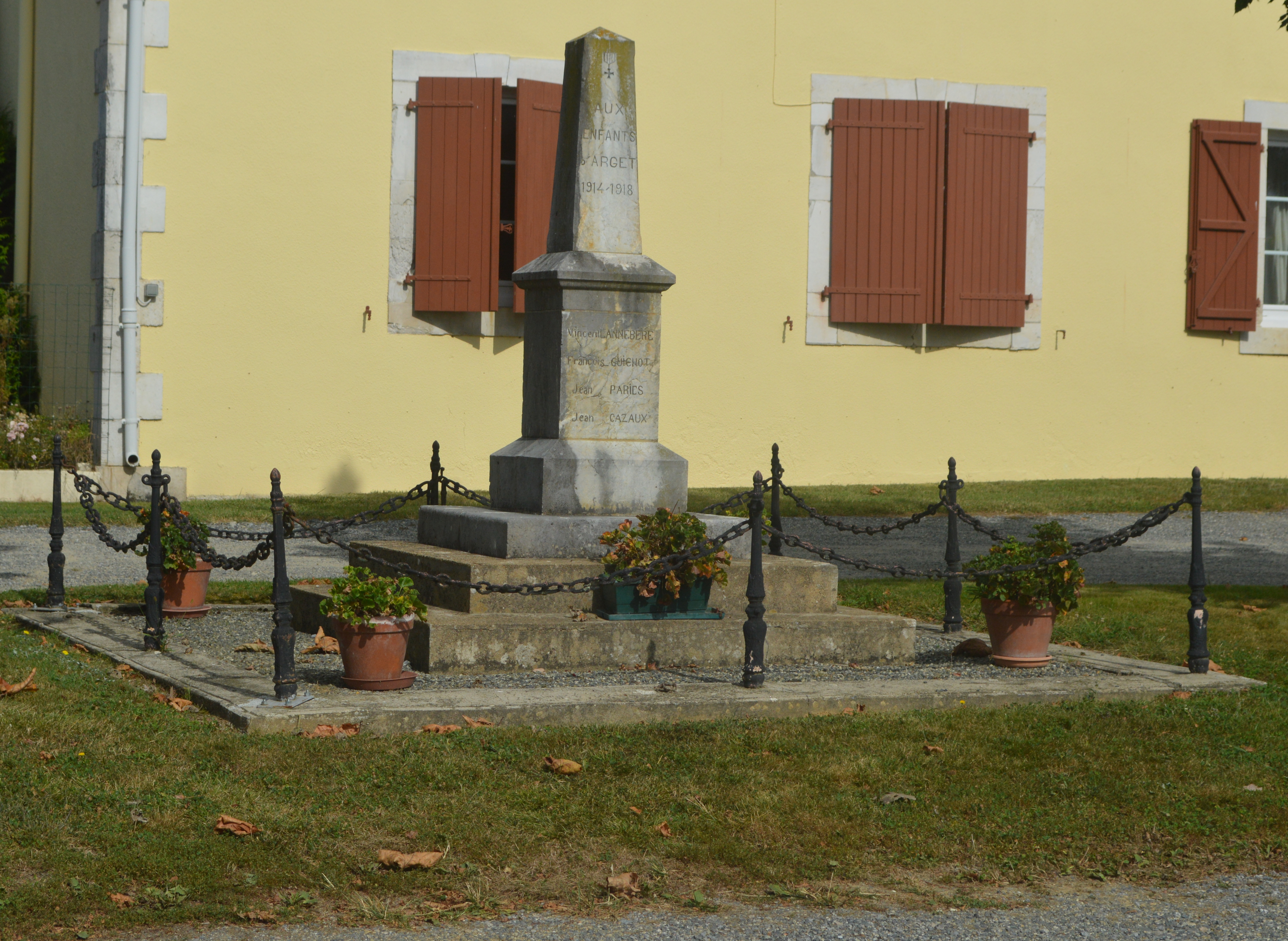
Военный мемориал